# Rita Kuczynski

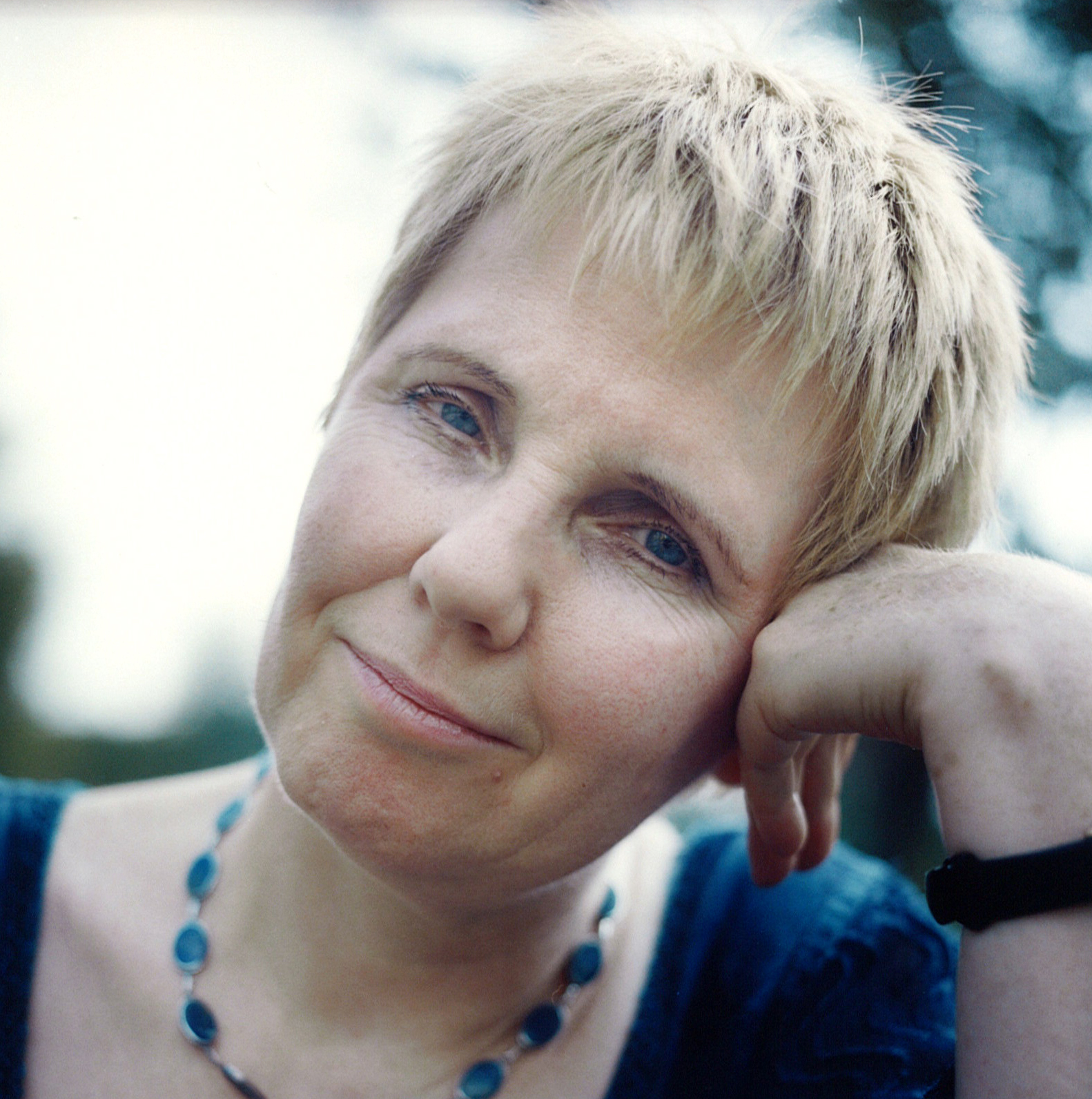
Rita Kuczynski (2003)

Rita Kuczynski (* 25. Februar 1944 in Neidenburg, Masuren) ist eine deutsche Schriftstellerin, Philosophin und Publizistin.

## Leben
Rita Kuczynski wuchs in Ost- und West-Berlin auf und studierte von 1956 bis 1962 Musik (Klavier, Orgel). Anschließend war sie Meisterschülerin im Fach Klavier am Konservatorium in Leningrad. Von 1965 bis 1970 studierte sie Philosophie an der Karl-Marx-Universität Leipzig und der Humboldt-Universität zu Berlin. 1971 wurde sie Assistentin am Institut für Philosophie der Akademie der Wissenschaften der DDR. Im folgenden Jahr heiratete sie Thomas Kuczynski. Mit einer Doktorarbeit über Georg Wilhelm Friedrich Hegel gelang ihr 1975 an der Akademie die Promotion A. Von 1981 bis 1990 lebte sie als freie Schriftstellerin.
1987 erhielt sie eine Gastprofessur für Philosophie und Literatur an der University at Buffalo, The State University of New York. Sie hielt Vorlesungen und Vorträge an der Columbia University, der University of Minnesota und der University of Maryland sowie bei der German Studies Association. Nach der Wende (DDR) von ihrem Mann getrennt, ging sie 1991 als Gastprofessorin für Sprachen an die Universidad de Chile und bereiste das Land zur Vorbereitung einer Monographie über Gabriela Mistral.
Seit 1998 geschieden, arbeitete sie als freie Journalistin und Publizistin für die Süddeutsche Zeitung, die Frankfurter Allgemeine Zeitung, Die Zeit, den Tagesspiegel, die Berliner Zeitung, DeutschlandRadio Berlin und Radio Bremen.
Ihre Beiträge zur Diskussion um die Deutsche Wiedervereinigung trugen zur Verständigung zwischen Ost und West bei. Als Moderatorin begleitete sie den gesamtdeutschen Diskurs nach der Wiedervereinigung, unter anderem in der Sendereihe Tacheles von DeutschlandRadio Berlin, in der Berliner Runde und im politischen Feuilleton von DeutschlandRadio. Im Fernsehen beteiligte sie sich an vielen Gesprächsrunden und Talkshows zur deutschen Einheit.

## Auszeichnungen
- Arbeitsstipendium für Schriftsteller des Berliner Senats (1993)
- Stipendium der Stiftung Kulturfonds der neuen Bundesländer (1994)
- Stipendium der Berliner Künstlerförderung (1995)
- Stipendium des Council for European Studies (1995)
- Stipendium der University at Buffalo, The State University of New York, Department für Geschichte und Department für Moderne Sprache und Literatur (1995)
- Literatur-Stipendium der Stiftung Preußische Seehandlung (1998)
- Writer am Johns Hopkins University, The American Institute for Contemporary German Studies, Washington, D.C. (2001)
- Literaturpreis der China Time, Republik China (Taiwan) (2002)
- Senior Fellow am American Institute for Contemporary German Studies (2008)

## Werke

### Romane
- Wenn ich kein Vogel wär (1991). ISBN 3-612-27057-5.
- staccato (1997). ISBN 3-612-65013-0.
- Mauerblume (1999). ISBN 3-546-00189-3.
- Die gefundene Frau (2001). ISBN 3546-00308-X.
- Im Kreis (2010). ISBN 978-3-86931-411-2.
- Aber der Himmel war höher (2014). ISBN 978-3-8442-9267-1 (E-Book)
- Wie ich den Kalten Krieg gewann (2025).  ISBN 978-3-8192-7852-5

### Sachbücher
- Nächte mit Hegel (1984). Lizenznummer 48-48/10/84.
  - Neu unter dem Titel: Präludien zu Hegel (2019); ISBN  978-3-748511-04-5 (Taschenbuch) bzw. ISBN 978-3-748511-33-5 (E-Book).
- DDR – Ende mit Wende  (1999); mit Stefan Moses, Harald Eggebrecht; ISBN 3-7757-9005-5.
- Die Rache der Ostdeutschen (2002); ISBN 3-932529-37-5.
- Im Westen was Neues – Ostdeutsche auf dem Weg in die Normalität (2003); ISBN 3-932529-91-X.
- Ostdeutschland war nie etwas Natürliches – Deutschlandkenner aus Mittel- und Osteuropa, Frankreich Großbritannien und den USA über das vereinte Deutschland (2005); ISBN 3-8660-1440-6.
- Was glaubst du eigentlich? Weltsicht ohne Religion (2013); ISBN 978-3-86153-743-4.
- Präludien zu Hegel (2019); ISBN  978-3-748511-04-5 (Taschenbuch) bzw. ISBN 978-3-748511-33-5 (E-Book).

### Radio-Features
- Lacrimosa 1953 von Rita Kuczynski (37’) Hörspiel bei Prod.: DS Kultur, 1988.
- Maria oder Eine namenlose Geschichte. Regie: Günter Bormann. Prod.: Rundfunk der DDR, 1984.[3]
- Was ist ein Berg? Literarisches Feature über die chilenische Lyrikerin Gabriela Mistral. Regie: Horst Liepach. Prod.: DS Kultur, 1991.

### Spielfilm
- Zwischen Pankow und Zehlendorf. Nach Motiven des Romans von Rita Kuczynski („Wenn ich kein Vogel wär“) 1991. Regie: Horst Seemann, Drehbuch: Rita Kuczynski/Horst Seemann

### Essays
- Sich nicht zur Unzeit begegnen – Ein Feature. In: Surviving the twentieth century; Social Philosophy from the Frankfurter School to the Columbia Faculty Seminars. Judith T. Marus editor Transaction Publishers. New Brunswick (USA) and London (U.K.), 1999, ISBN  1-56000-352-9, S. 295–311
- Von der Stärke schwacher Bindungen – Essay – (Über die Zukunft menschlicher Beziehungen am Ende des Industriezeitalters in Europa.). In: Antoinette – Tarot der Europa;  1999,  ISBN 3-932529-68-5, S-50-55.
- Der Einstieg in den Ausstieg. In: Wolf Biermann und andere: Die Ausbürgerung. Anfang vom Ende der DDR. Fritz Pleitgen (Hg.). Ullstein, Berlin 2001, ISBN 3-89834-044-9, S. 148–151.